# Janine Charbonnier
Janine Charbonnier (8 de junho de 1926) é uma pianista e compositora francesa. Ela nasceu em Paris, e casou-se com o escritor Georges Charbonnier.
Com Pierre Barbaud e Roger Blanchard, co-fundou o Groupe de Musique Algorithmique de Paris (GMAP). Com a ajuda do  Bull Centre National Computing Electronics, eles produziram seu primeiro concerto de algoritmos de música, a programação em Fortran, como parte de um festival de arte, no Museu Rodin, em Paris, em junho de 1959.

## Obras
Obras selecionadas incluem:
- La Varsovienne, eletrônica, 1965 (com Roger Blanchard)
- Varsóvia, eletrônicao, 1965 (com Pierre Barbaud)
- Circom, musical teatral baseado em um romance de Maurice Roche
- Exercício Op. 3
- Prélude, Canon, Coral